# Eigendomsrecht
Het volle eigendomsrecht is het meest omvattende recht dat een natuurlijk of rechtspersoon of een collectief kan hebben met betrekking tot een goed of zaak. Het bestaat uit de exclusieve bevoegdheid om te bepalen hoe een goed of zaak wordt gebruikt, mits dit gebruik niet strijdt met rechten van anderen en de op wettelijke voorschriften en regels van ongeschreven recht gegronde beperkingen daarbij in acht worden genomen  (usus of ius utendi), uit het recht op de opbrengst die er mee kan worden behaald (fructus of ius fruendi), het recht het gebruik en het benutten van gebruik en opbrengst aan een ander te ontzeggen en het recht om er in juridische zin over te beschikken (abusus of ius abutendi). Elk van deze drie rechten maakt onderdeel (pars dominii) uit van het gehele recht van eigendom.
Het eigendomsrecht wordt geregeld door een heersend rechtssysteem van een volk of land. Het kan zijn opgedeeld in meerdere ondergeschikte rechten die minder ver gaan en elk afzonderlijk kunnen worden verkregen of overgedragen. De manier waarop eigendomsrechten in een samenleving zijn geregeld is een van de meest fundamentele onderdelen van een maatschappijordening, onder meer omdat dit de economische verhoudingen kan bepalen. Gedurende lange tijd werden in meerdere culturen grote groepen mensen uitgesloten van het recht op eigendom, zoals vrouwen, vreemdelingen en horigen. In Nederland konden getrouwde vrouwen tot 1957 niet zelfstandig eigendom verwerven, in België tot 1958.
Wanneer een natuurlijke persoon iets in eigendom heeft, heet dit particulier-, privaat- of privé-eigendom; iets dat eigendom is van een gemeenschap heet gemeenschappelijk of collectief eigendom; eigendom in handen van een staat heet publiek eigendom of staatseigendom. De rechthebbende van de eigendom van een zaak of goed wordt in België en Nederland eigenaar genoemd. Sinds de afschaffing van het feodalisme heeft iedere burger in België en Nederland het recht goederen in eigendom te hebben.
Particuliere eigendom is niet van alle tijden en gold niet in alle culturen. Van vroeg middeleeuwse Germaanse stammen wordt vermoed dat ze het niet kenden, daar behoorde alles toe aan de stam.

## Eigendomsrechten met meerdere personen
De rechten uit eigendom kunnen worden verdeeld over meerdere personen. Er kan sprake zijn van een gemeenschap van goederen, waarbij elke persoon mede-eigenaar (deelgenoot) is van een of meer dezelfde goederen (deelgenoot) met gelijke rechten, of er vindt bij overeenkomst een verdeling van rechten plaats, bijvoorbeeld blijft een persoon bloot eigenaar en hebben de anderen afgeleide rechten, zoals het recht op vruchtgebruik. In de Franse rechtsleer wordt dan wel over démembrement de propriété gesproken. Het in leen geven van deeleigendomsrechten aan derden in ruil voor diensten, was de basis van het middeleeuws feodalisme.

## Economische theorie
In economische theorieën speelt het eigendomsrecht op productie- en bestaansmiddelen een belangrijke rol. Deze zijn medebepalend voor de macht die de eigenaar ervan binnen een maatschappij of economisch systeem kan uitoefenen.
Vanuit de economische gedachte zullen eigendomsrechten over het algemeen tot stand komen (is men bereid eigenaar te worden) als de transactiekosten en de kosten van beheer en handhaving ervan lager zijn dan de opbrengsten. Relatieve schaarste is hierbij een van de voorwaarden. Eigendom kan ook tot stand komen door vererving of schenking.
Het eigendomsrecht is met mededinging, gedecentraliseerde besluitvorming en faillissementswetgeving een van de belangrijkste vereisten voor een goed werkend kapitalistisch systeem. Het draagt bij aan een bereidheid tot investeringen en kapitaalaccumulatie die noodzakelijk is voor economische groei.
Zonder eigendomsrecht of niet goed nageleefde eigendomsrechten kan vreedzame concurrentie veranderen in gewelddadige concurrentie waarbij het recht van de sterkste geldt, of in de tragedie van de meent waarbij men niet is af te houden van overexploitatie. Eigendomsrecht alleen is daarbij niet voldoende, er moet ook sprake zijn van handhaving. Een gebrek aan eigendomsrecht en de handhaving daarvan kan grote gevolgen hebben. Zo kan de bereidheid tot kapitaalkrachtige ondernemingen en langetermijninvesteringen verminderen, zodat bedrijven zonder overheidssteun klein blijven. Bij uitwisselingen die wel tot stand komen, zal een risicopremie op de prijs komen om de onzekerheid te compenseren. Dit alles verhoogt de transactiekosten, terwijl ook specialisatie en daarmee arbeidsverdeling minder aanlokkelijk wordt. Dit draagt onder meer bij aan de geringe economische groei van ontwikkelingslanden.
Onbegrensd eigendomsrecht kan echter ook problematisch zijn, zodat overheden hier grenzen aan kunnen stellen. Zo kan er sprake zijn van prijscontrole waarmee het recht om uit te wisselen wordt beperkt. In India is met landplafondwetten geprobeerd de macht van grootgrondbezitters in te perken en kleinere boeren een kans te geven.

## Grondrecht op eigendom
Het vrije recht op eigendom geldt in veel landen als een grondrecht, het is als zodanig opgenomen in de Universele Verklaring van de Rechten van de Mens (artikel 17) en het Europees Verdrag voor de Rechten van de Mens (Eerste Protocol, artikel 1). Volgens het Europees Verdrag heeft iedereen die goederen rechtmatig in eigendom heeft verkregen het recht daarvan ongestoord te genieten. Dit ongestoord genot van eigendom mag alleen worden ingeperkt door nationale wetgeving uitgevaardigd in het algemeen belang, onder voorwaarden die bij die wetten zijn gegeven. Over de regeling in het Europese Handvest bestaat veel rechtspraak. Het grondrecht heeft in Nederland horizontale werking, wat betekent dat burgers zich er niet alleen tegenover de staat op kunnen beroepen, maar ook tegenover andere burgers in privaatrechtelijke geschillen.